# 龙山车辆基地 (首尔特别市)

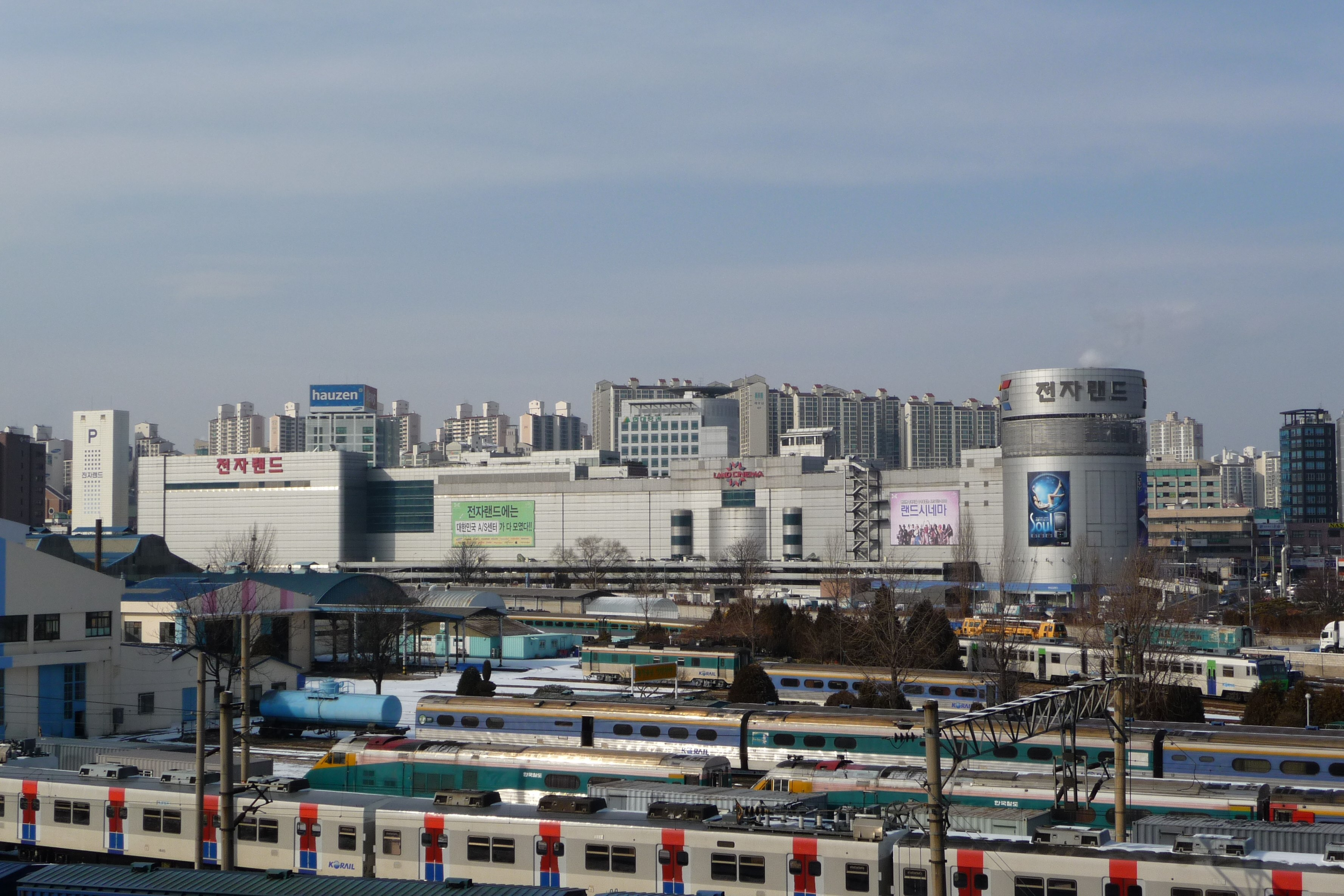
2009年的龙山车辆基地

龙山车辆基地（：／ Yongsan Charyang Saeopso */?）是韩国铁道公社位于首尔龙山区的一个车辆段，在龙山站附近，和京釜线一同落成。由于邻近的龙山国际业务园区的发展，该车辆基地现在已经拆除，目前该车辆基地的功能已全部转移至堤川车辆基地。